# Gustav Lombard
Gustav Lombard (Klein Spiegelberg, 10 april 1895 - Mühldorf am Inn, 18 september 1992) was een Duitse SS-Brigadeführer (brigadegeneraal) en Generalmajor in de Waffen-SS tijdens de Tweede Wereldoorlog. Volgens sommigen is Lombard verantwoordelijk voor de dood van ruim 11.000 mensen, waarvan het grootste deel Joden, maar is desondanks meerdere malen onschuldig bevonden aan oorlogsmisdaden.

## Biografie
Gustav Lombard werd geboren in Brandenburg. Na de dood van zijn vader in 1906 vertrok hij naar familie in de Verenigde Staten, waar hij zijn school afrondde. Na de middelbare school ging hij naar de Universiteit van Missouri waar hij Moderne Talen studeerde. Na de Eerste Wereldoorlog keerde hij terug naar Duitsland (zomer 1919) en woonde en werkte in Berlijn. In maart 1922 trouwde Lombard met de operazangeres Marianne Alfermann. Het echtpaar kreeg een zoon, die als SS-Untersturmführer (tweede luitenant) in de Waffen-SS diende.

## SS
Na de machtsovername van de nazi's in 1933 sloot Lombard zich aan bij de Nationaalsocialistische Duitse Arbeiderspartij en de SS. Tijdens de Poolse Veldtocht in 1939 diende Lombard bij de Wehrmacht maar werd in december van dat jaar overgeplaatst naar de Waffen-SS, waar hij het bevel kreeg over het 3e eskadron van de SS Totenkopf-Reiter-Standarte. Op 7 april 1940 kreeg hij het bevel om het Poolse district Krolowiec te bezetten met zijn troepen. Hij gaf zijn troepen het bevel om alle niet-Duitse mannen tussen de 17 en 60 jaar te doden. Volgens Hermann Fegelein, op dat moment de commandant van de 1. SS Totenkopf-Reiter-Standarte, zijn er in die tijd 250 mensen vermoord in het gebied.
Tegen het einde van juli 1941 kreeg Lombard het bevel over de bereden troepen van het SS-Kavallerie-Regiment 1, dat gelegerd was in de Prypjatmoerassen (ten oosten van Brest, Wit-Rusland). Hier gaf hij nogmaals het bevel om alle mannelijke Joodse inwoners uit te roeien. In de weken die volgden op dit bevel vermoordden de troepen van zijn SS-Kavallerie-Brigade ruim 11.000 Joden en ruim 400 soldaten van de Sovjet-Unie.

## Na de oorlog
Gustav Lombard werd in april 1945 gevangengenomen door de Sovjet-Unie en schuldig bevonden aan oorlogsmisdaden. Hij kreeg een gevangenisstraf van 25 jaar, maar kwam in 1955 vrij, nadat de West-Duitse bondskanselier Konrad Adenauer alle Duitse krijgsgevangenen wist terug te halen naar Duitsland. Ook in Duitsland werd Lombard meerdere malen vervolgd vanwege oorlogsmisdaden, maar werd steeds onschuldig bevonden.
Hij ging aan het werk in München en stierf in 1992 op 97-jarige leeftijd in Beieren.

## Carrière
Lombard bekleedde verschillende rangen in zowel de Allgemeine-SS als Waffen-SS. De volgende tabel laat zien dat de bevorderingen niet synchroon liepen.
| Datum                                                | Allgemeine-SS       | Heer                                             | Waffen-SS                                        |
| ---------------------------------------------------- | ------------------- | ------------------------------------------------ | ------------------------------------------------ |
| 1 mei 1933                                           | SS-Anwärter         | —                                                | —                                                |
| April 1934 (met ingang van 28 april 1933)            | SS-Mann             | —                                                | —                                                |
| 21 september 1933 - 21 november 1933                 | SS-Scharführer      | —                                                | —                                                |
| 15 juli 1934                                         | SS-Oberscharführer  | —                                                | —                                                |
| 7 september 1934                                     | SS-Truppführer      | —                                                | —                                                |
| Oktober 1934                                         | —                   | Unteroffizier d. R. en Reserve-Offizier-Anwärter | —                                                |
| 1 november 1934 (met ingang van 9 november 1934)     | SS-Hauptscharführer | —                                                | —                                                |
| 1 april 1935                                         | —                   | Wachtmeister d. Res.                             | —                                                |
| 20 september 1935 (met ingang van 15 september 1935) | SS-Untersturmführer | —                                                | —                                                |
| 13 september 1936                                    | SS-Obersturmführer  | —                                                | —                                                |
| 11 september 1938                                    | SS-Hauptsturmführer | —                                                | —                                                |
| 1 maart 1940                                         | —                   | —                                                | SS-Hauptsturmführer der Reserve in de Waffen-SS  |
| 21 juni 1941                                         | —                   | —                                                | SS-Sturmbannführer der Reserve der Waffen-SS     |
| 16 maart 1942 (met RDA van 1 maart 1942)             | —                   | —                                                | SS-Obersturmbannführer der Reserve der Waffen-SS |
| 30 januari 1943                                      | —                   | —                                                | SS-Standartenführer d. R. der Waffen-SS          |
| 17 maart 1944 (met ingang van 12 maart 1944)         | —                   | —                                                | SS-Oberführer der Waffen-SS                      |
| 1 april 1945 - 20 april 1945                         | —                   | SS-Brigadeführer                                 | Generalmajor in de Waffen-SS                     |

## Lidmaatshapsnummers
- SS-nr.: 185 023[14][2] (lid geworden 1 april 1933[1][3])
- NSDAP-nr.: 2 649 630[14][2] (lid geworden 1 mei 1933[1][3][12])

## Decoraties
Selectie:
- Ridderkruis van het IJzeren Kruis op 10 maart 1943 als SS-Obersturmbannführer en Commandant van de SS-Kav.-Rgt. 1, SS-Kavallerie-Division[20][21][2][16][13][17][9][22]
- IJzeren Kruis 1939, 1e Klasse[15][14] (15 december 1940[21][2][13]) en 2e Klasse (3 september 1940[21][2][13])
- Duitse Kruis in goud op 11 februari 1943[20][21] als Commandant van de SS-Kav.-Rgt. 1, SS-Kavallerie-Division[2][16][13][9]
- Infanterie-Sturmabzeichen in zilver op 24 april 1942[2][13]
- Bandenkampfabzeichen in zilver in februari 1945[21][2]
- Grootkruis in de Orde van de Heilige Kroon met Zwaarden en Ster in 1944[3]
- Duits Ruiterinsigne in zilver[2][1][13]

## Afkorting
- mit der Führung beauftragt (m. d. F. b.) - vrije vertaling: met het leiderschap belast